# Express Yourself
Singles de Madonna
Like a Prayer
(1989) Cherish
(1989)
Pistes de Like a Prayer
Like a Prayer
(1) Love Song
(3)
Express Yourself est une chanson de la chanteuse américaine Madonna, issue de son quatrième album, Like a Prayer. Il est le second single et sort le 9 mai 1989 sous le label Sire Records. Elle l'ajoute aux compilations The Immaculate Collection (1990) et Celebration (2009) Finaly enough (2023). Express Yourself est la première chanson composée par Madonna et Stephen Bray pour Like a Prayer. Écrite et produite par les mêmes, elle rend hommage au groupe funk et soul Sly and the Family Stone. L'inspiration derrière la chanson est l'émancipation des femmes en leur disant d'oser et d'exprimer ses sentiments.
Express Yourself est une chanson dance-pop optimiste qui s'inspire de Respect par Otis Redding. Son instrumentation se compose de cuivres, d'applaudissements et de boîte à rythmes tandis que le refrain est soutenu par un saxophone et des percussions. Les paroles disent de rejeter les plaisirs matériels et de faire le mieux pour soi ; il y a plusieurs sous-textes dans la chanson. Express Yourself reçoit des critiques positives pour son message d'égalité entre les genres et pour être devenue un hymne de liberté et d’émancipation pour les femmes et les minorités. La chanson rencontre du succès ; elle est numéro un au Canada, Europe, Italie et Suisse, elle atteint le top 5 dans les autres pays sauf en France où elle ne paraît pas.
Le clip, réalisé par David Fincher, s'inspire du film Metropolis (1927) de Fritz Lang. Il a coûté cinq millions de dollars et était le clip le plus cher à l'époque de sa diffusion mais il est actuellement troisième. La vidéo montre une ville remplie de gratte-ciels et des voies ferrées. Madonna joue le rôle d'une femme séduisante et masochiste qui emploie des hommes musclés dans son usine. À la fin, elle prend l'un d'entre eux – le top model Cameron Alborzian – pour passer la nuit avec. Les critiques remarquent l'exploitation de la sexualité féminine et en viennent à dire que l'image masculine de Madonna est une androgynie.
Madonna interprète Express Yourself dans quatre de ses tournées mondiales et est reprise par plusieurs filles de la série Glee dans l'épisode La Puissance de Madonna. La chanson et la vidéo sont remarquées pour son sentiment de liberté et aspects féministes ainsi que sa nature postmoderne qui séduit les critiques. Elle a aussi servi d'influence pour d'autres artistes comme Melanie C des Spice Girls, Christina Aguilera et Lady Gaga.

## Genèse
« Le message de la chanson est que les gens doivent toujours dire ce qu'ils pensent. La raison pour laquelle les relations ne marchent pas c'est parce qu'ils sont effrayés. Cela a été mon problème dans toutes mes relations. Je suis sure que les gens me voient comme une personne franche, et pour la plupart du temps, si je veux quelque chose, je le demande. Mais parfois vous pensez que si vous en demandez trop ou demandez une mauvaise chose à quelqu'un auquel vous prêtez attention, cette personne ne vous aimera pas. Et donc vous vous censurez vous-même. J'ai été coupable de ça lors de chaque relation significative que j'ai eue. Le moment où j'ai compris qu'il ne fallait pas me reconsidérer moi-même a été le moment où je me suis sentie adulte ».
Express Yourself sort en tant que second single de son quatrième album studio, Like a Prayer, le 9 mai 1989 avec The Look of Love (issue de la bande originale Who's That Girl en 1987) en face B. Quand Madonna commence à travailler sur Like a Prayer, elle réfléchit sur plusieurs propositions, et choisit la direction musicale qu'elle veut poursuivre. Elle a certaines idées dans sa tête comme sa relation trouble avec Sean Penn, son ex-mari ; sa famille ; sa mère et sa foi envers Dieu. Madonna trouve plusieurs idées pour des paroles et des thèmes jamais exploités si ouvertement à son public. Elle remarque que ses fans et elle vieillissent et il est temps pour elle d'attirer un public plus jeune et plus réticent afin de rester longtemps dans l'industrie musicale. Madonna veut un nouveau son plus calculateur et montrer ce qui est à la mode, et changer les tendances musicales.
Alors que Madonna réfléchit, les producteurs Patrick Leonard et Stephen Bray recherchent individuellement des pistes instrumentales et d'autres idées musicales pour lui présenter. Express Yourself est la première collaboration entre Madonna et Bray sur Like a Prayer, coécrite et coproduite en hommage au groupe funk et soul Sly and the Family Stone. L'inspiration principale derrière la chanson est l'émancipation féminine en leur disant de ne jamais « aller à côté du meilleur » et de mettre leur amour « à l'essai ». En juin 1989, Madonna explique à Becky Johnston de Interview :

« Le message derrière la chanson est si vous ne vous exprimez pas, si vous ne dites pas ce que vous voulez, alors vous n'aurez rien. Et en effet, vous êtes prisonniers de votre incapacité à dire ce que vous pensez ou faire ce que vous voulez. Pas de problème, si vous pensez que la sexualité dans une relation représente toujours une lutte vers le pouvoir... toujours comme un certain règlement de comptes. Vous devez être redevables si vous les aimez. Vous faites ça parce que vous l'avez choisi. Personne ne met une chaîne autour de son cou à part moi. J'ai écrit Express Yourself pour dire aux femmes du monde de choisir le meilleur d'elles-mêmes avant que cette chaîne autour de leurs cous ne les tue. C'est mon avis de penser que les hommes, la même prérogative devrait se faire sentir par une femme »

.

## Structure musicale
Express Yourself est une chanson dance-pop optimiste qui s'inspire principalement de la chanson Respect d'Otis Redding ; la reprise d'Aretha Franklin étant l'une de ses chansons favorites à l'époque. Express Yourself commence avec le tintement d'un cuivre tandis que Madonna ouvre la première ligne : « Come on girls, do you believe in love? 'Cause I got something to say about it, And it goes something like this ». Les applaudissements et les batteries commencent lorsque Madonna entre dans le refrain avec une voix grave dans un fond plutôt aigu. Le refrain est soutenu par un saxophone et des percussions. Madonna chante ensuite le premier couplet de la chanson puis le son d'un violon se fait entendre après qu'elle a fini le pont : « Make you feel like a queen on the throne, make you love it till you never come down », à ce moment-là, une voix masculine répète la dernière ligne. Un synthétiseur s'ajoute après le second couplet alors que Madonna continue à chanter « Express yourself » et des chœurs chantent « Hey, hey, hey, hey » avec elle.

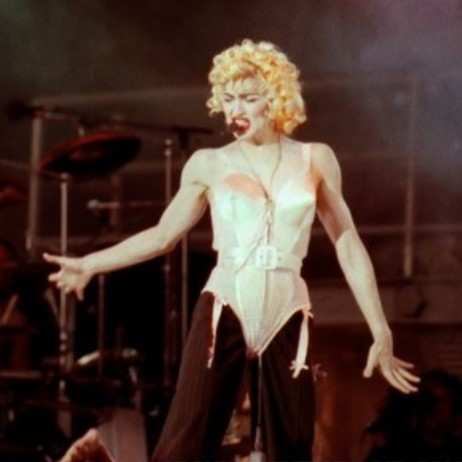
Madonna interprétant Express Yourself lors du Blond Ambition Tour.

Après une petite interlude de saxophone, un break vient et Madonna chante dans une voix grave, accompagnée de cors et de percussions. Madonna change les paroles à la fin en « express himself », et après la répétition du pont et du couplet intermédiaire, le refrain revient lorsqu'elle change les paroles par le titre de la chanson. La chanson finit avec les paroles « Respect yourself » en fondu. Tenue dans une simple structure, Express Yourself joue avec l'ambiguïté avec un contrôle subtile de l'harmonie et en évitant une fin diatonique. L'introduction de la chanson est dans la tonalité de Sol majeur mais la première note de la mélodie, « don't » en Si majeur, implique une inflexion mineure et un manque de stabilité tonale. Il est aussi évident que la nuance vocale de Madonna dans les mots « express yourself », qui sont d'abord dans la tonalité de Sol, sont ensuite dans la tonalité de Mi mineur. Selon la partition musicale publiée par Alfred Publishing Co. Inc., Express Yourself a une mesure en 4/4, avec un tempo de 120 pulsations par minute. La voix de Madonna s'étend des notes Sol3 à Do5 avec comme progression d'accords Sol, Do, Fa, Do, Sol, Sol et Do.
Selon Rikky Rooksby, auteur de The Complete Guide to the Music of Madonna, les paroles d'Express Yourself en font une simple chanson d'amour avec Madonna exhortant les femmes de son public de ne pas passer à côté du meilleur et d'exprimer ses sentiments et laisser les hommes exprimer les leurs. Lucy O'Brien, auteur de Madonna: Like an Icon, les décrit comme « un appel aux armes féministe », avec Madonna congédiant les draps satinés et les babioles dorées des plaisir matériels. Comme elle le dit dans une interview pour Rolling Stone : « Les paroles sont mon moyen de dire que si cela ne marche pas, il vaut mieux rester seule. Il est possible qu'il y ait des sentiments personnels mélangés dans les paroles ». Il y a beaucoup de sous-textes dans la chanson et plus particulièrement dans « What you need is a big strong hand, to lift you to your higher ground » où la main forte est en fait sa propre main et non le coup de main typique masculin.

## Accueil

### Critique
Express Yourself reçoit des critiques plutôt positives. J. Randy Taraborrelli, auteur de Madonna: An Intimate Biography trouve que la chanson est « un hymne funky dance » et réagit positivement face au message d'un « appel aux armes féminin pour la communication et le respect de soi ». Stephen Holden de The New York Times observe que Madonna répudie la philosophie de son single Material Girl (1985) dans Express Yourself, décrite comme « le point de vue d'une femme de 30 ans non obscurci par la rébellion et la douleur non persistante d'une catholique non pratiquante ». Dans un autre article du même journal, Caryn James la considère comme l'une de ses chansons les plus exubérantes. Santiago Fouz-Hernández et Freya Jarman-Ivens, auteurs de Madonna's Drowned Worlds, complimentent les paroles de la chanson et ajoute qu'elle épouse évidemment « la fluidité des sexes comme une voie pour l'égalité des sexes ». Dans son livre Madonna As Postmodern Myth, le journaliste Georges-Claude Guilbert décrit Express Yourself comme un hymne à la liberté, « un encouragement pour toutes les femmes et toutes les minorités oppressées à résister, exprimer leurs idées et leur courage face à la tyrannie ». La biographe Mary Cross remarque dans son livre Madonna: A Biography que la chanson a contribué à ce que le clip devienne le testament de la liberté. Allan Metz et Carol Benson remarquent dans leur livre sur Madonna qu'elle décime « les habitudes capitalistes, racistes et patriarcales » quand elle prononce « self » dans Express Yourself. Ils ajoutent que la première ligne : « Don't go for second best, baby » transforme la chanson en un hymne postmoderne. Sheila Whiteley remarque dans son livre Women and popular music: sexuality, identity, and subjectivity, que la reconnaissance de Madonna du pastiche et d'être capable d'imiter un style musical qui l'intéresse, mais donne à Madonna l'habileté de manipuler son image, l'exubérance musicale d'Express Yourself ne paraît pas surprenant. Mark Bego, auteur de Madonna: Blond Ambition déclare que « la chanson qui reflète le plus la Madonna que tout le monde connaît et qui choque est Express Yourself ». O'Brien est impressionnée par la chanson et donne une critique détaillée :

« Express Yourself est un appel aux armes féministe, complété par les puissants cuivres jouant avec sa voix soul. Ici, Madonna est la fille anti-matérialiste, exhortant son public féminin de se respecter elles-mêmes. Avoir un homme qui aime votre tête et votre cœur. S'il ne vous traite pas bien (ici c'est la rhétorique révolutionnaire), vous êtes mieux seule. Comme une prédicatrice, Madonna fait ressortir chaque mot du refrain, en invoquant Dieu et le pouvoir de l'orgasme. En somme : femme cosmo et piste dance swinguant, cela annonce la déclaration délicieuse de Vogue et montre Madonna en train de passer d'une mode introspective à individuelle. »

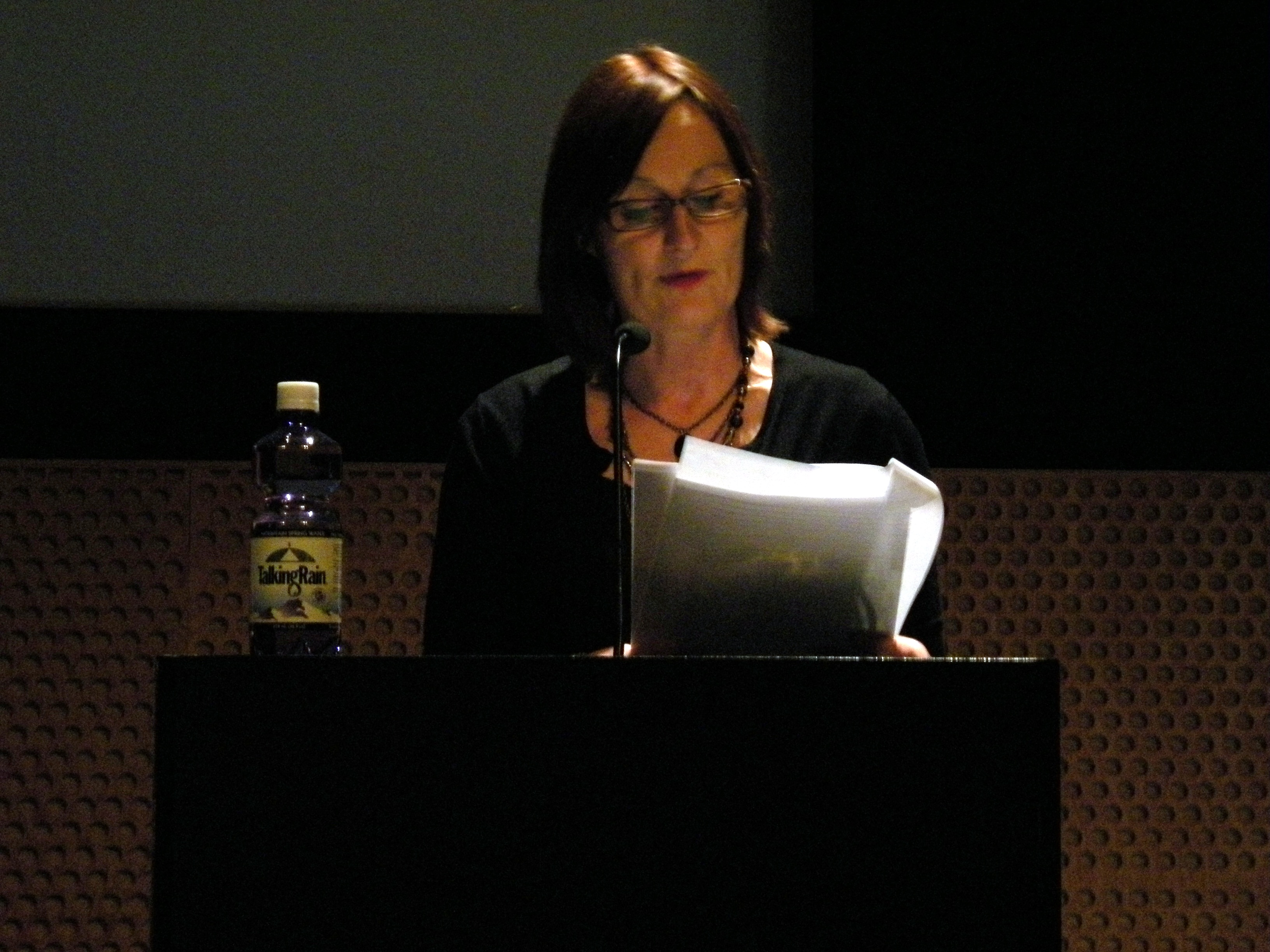
Lucy O'Brien loue la chanson et considère Madonna comme un prédicateur féminin.

Maury Dean écrit dans son livre Rock 'n' Roll Gold Rush: A Singles Un-Cyclopedia que l'appel principal d'Express Yourself ne considère pas l'appel des jeunes, même s'il comprend que dans le fond, elle aborde une question importante sur la libération de la femme. Kevin Whiney d'Austin American-Statesman commente qu'avec Express Yourself, Madonna frappe son personnage de Material Girl, en montrant une fois de plus qu'aucune image d'elle n'est concrète. Basé sur les paroles de la chanson, Ken Blakely de Philadelphia Daily News, déclare que la chanson est un exemple rare de bon goût et de bons conseils de Like a Prayer. Andy Goldberg de The Jerusalem Post est impressionné par la voix de Madonna dans la chanson et complimente les influences soul. J.D. Considine de Rolling Stone trouve que Express Yourself est un groove effronté et pense qu'elle est « élégante et culottée, le témoignage soul de Madonna dans l'intro : « Come on, girls, do you believe in love? » ». Don McCleese de Chicago Sun-Times déclare que la chanson est un grand moment de l'album, pensant qu'elle pourrait devenir sacrée. Sal Cinquemani de Slant Magazine annonce que Express Yourself est la prestation la plus soul de la carrière de Madonna. Il ajoute que la chanson « transforme l'image Material Girl de Madonna et dénonce les choses matérielles pour un peu de r-e-s-p-e-c-t ». Stephen Thomas Erlewine d'AllMusic pense que la chanson est de la musique « profondément funk ».

### Commercial

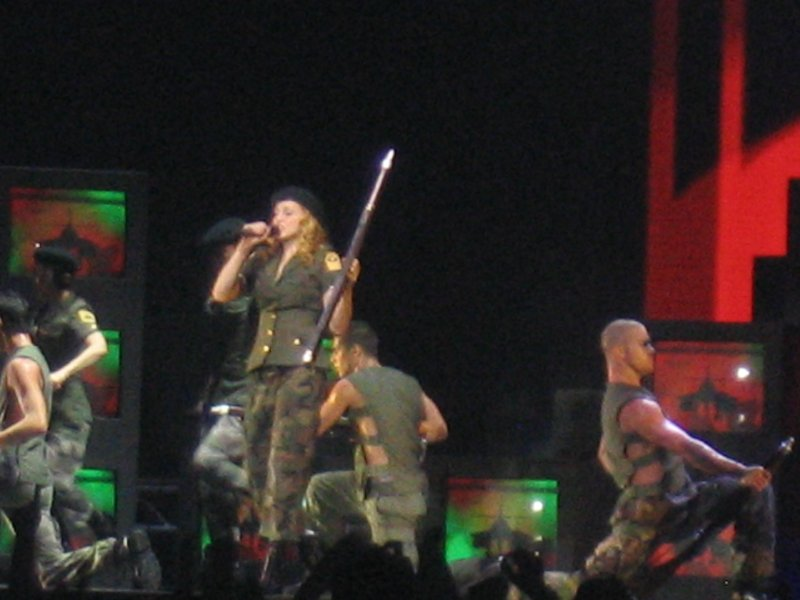
Madonna interprétant Express Yourself lors du Re-Invention Tour en 2004.

Aux États-Unis, Express Yourself est la plus grande entrée et débute à la 41e place du Billboard Hot 100 le 3 juin 1989 et atteint le top 10, la sixième place, au bout de quatre semaines,. Elle reste à la seconde position pendant deux semaines, derrière If You Don't Know Me by Now de Simply Red et Toy Soldiers de Martika. Express Yourself reste dans le classement pendant seize semaines et arrive à la 55e place du classement annuel. La chanson est numéro un du Hot Dance Music/Club Play du Billboard, tandis qu'elle est à la douzième place du Hot Adult Contemporary Tracks,. Express Yourself est certifiée disque d'or par la Recording Industry Association of America (RIAA) en août 1989 pour la vente de 500 000 exemplaires,. Au Canada, la chanson débute à la 82e place du classement RPM et est numéro un au bout de neuf semaines,. Elle reste présente dans le classement pendant 17 semaines et est la huitième chanson du classement annuel de 1989,.
En Australie, Express Yourself entre à la 36e place du hit-parade australien le 4 juin 1989. Au bout de cinq semaines, la chanson atteint la cinquième position et y reste une semaine avant de resdescendre du classement,. Elle reste dans le classement pendant 19 semaines et est certifiée disque de platine par l'Australian Recording Industry Association (ARIA) pour la vente de 70 000 exemplaires. Express Yourself est la 28e du classement annuel de 1989. En Nouvelle-Zélande, la chanson débute en cinquième position du hit-parade néo-zélandais et atteint la seconde place trois semaines plus tard. Elle reste dans le classement pendant douze semaines.
Express Yourself sort au Royaume-Uni le 3 juin 1989 et entre à la dixième place du classement britannique puis atteint la cinquième la semaine suivante,. Express Yourself arrive vingtième au classement annuel et est certifiée disque d'argent par la British Phonographic Industry (BPI) pour la vente de 200 000 exemplaires,. Selon The Official Charts Company, la chanson s'est vendue à 209 000 exemplaires. Express Yourself est le sixième numéro un de Madonna dans le hit-parade européen et y reste trois semaines à partir du premier juillet.
En Belgique, Express Yourself débute à la seizième position du classement VRT le 10 juin 1989 et atteint la seconde place du classement. Aux Pays-Bas, Express Yourself débute à la 27e position du Dutch Top 40 et atteint la cinquième place le 1er juillet 1989. La chanson atteint la troisième place du hit-parade allemand et passe 18 semaines dans le classement,. Dans le hit-parade suisse, Express Yourself est l'une des plus grandes entrées du 11 juillet 1989. Au bout de sept semaines, la chanson est numéro un, et devient son troisième numéro un. La chanson a d'abord atteint la troisième place du classement espagnol mais 22 ans après, elle entre à la 49e position en mars 2011.

## Clip

### Développement
Le clip est réalisé par David Fincher en avril 1989 aux Culver Studios à Culver City. Il est produit par Gregg Fienberg par Propaganda Films, monté par Scott Chestnut, tourné par Mark Plummer et décoré par Vance Lorenzini. Le clip de Express Yourself est inspiré de Metropolis par Fritz Lang et présente une inscription à la fin : « Sans le cœur, il ne peut y avoir d'affinité entre la main et l'esprit ». La vidéo montre la première apparition du remix de Shep Pettibone. Elle coûte près de cinq millions de dollars et était le clip le plus cher à l'époque de sa sortie ; actuellement le troisième,. Le clip de Express Yourself apparaît pour la première fois sur MTV le 17 mai 1989 et est diffusé toutes les heures pendant trois semaines car il est en exclusivité. Le but de la vidéo est de montrer Madonna en femme séduisante et sadomasochiste, patronne d'une entreprise composée d'hommes musclés. À la fin, elle en prend un – le top model Cameron Alborzian – pour passer une nuit avec,. Quand Fincher explique ce concept à Madonna, elle est intriguée et décide d'avoir un personnage androgyne. Elle est en couple avec Warren Beatty à l'époque et lui demande de jouer un esclave dans l'usine ; Beatty refuse gentiment en disant plus tard : « Madonna voulait que la vidéo soit une vitrine de ses prouesses sexuelles, je n'ai jamais voulu en faire partie ». Elle a ensuite pensé à Metropolis est ses scènes d'ouvriers et d'une ville avec de grands gratte-ciels. Fincher aime le concept et cela devient le contexte principal de la vidéo. Dans Madonna 'talking': Madonna in her own words, elle explique le développement de la vidéo :

« C'est celle que j'ai financé le plus. J'ai tout vu — les plans du tournage, les costumes de tout le monde, j'ai rencontré beaucoup de maquilleurs, de coiffeurs et le directeur de la photographie, tout le monde. Trouver la bonne catégorie — chaque aspect. Comme faire un petit film. Nous nous sommes assis et déballés toutes les idées que nous pouvions concevoir et tout ce que nous voulions. Toute l'imagerie que nous voulions — et j'avais quelques idées, et bien sûr celle de Metropolis. J'ai définitivement voulu avoir cette influence, regardez tous les hommes — les ouvriers, occupés, travaillant méthodiquement. »

Madonna mentionne avec plaisanterie, lors d'une interview pour Omnibus en 1990, que le thème principal de la vidéo et la métaphore représentaient « les règles féminines du monde ». Elle ajoute que l'idée du chat léchant le lait et le renversant vient du réalisateur. « C'est génial mais je me suis battue contre ça. Je pensais que c'était trop, idiot et trop cliché, comme un truc d'étudiant en art ou en film. Je suis heureuse de l'avoir ».

### Synopsis
La vidéo ouvre sur la vue d'une ville remplie de gratte-ciels avec des chemins de fer et des routes aériennes. Puis l'on peut voir le fonctionnement des manivelles d'une usine. Madonna apparaît derrière la statue d'un cygne et chante : « Come on girls, do you believe in love? ». Cela précède le refrain, et l'on voit l'intérieur d'une usine avec des hommes esclaves travaillant aux machines, alors que la pluie tombe incessamment sur eux. Avec cet environnement assez chaud, tous les hommes travaillent torse nu. Madonna apparaît ensuite dans une robe vert clair en tenant un chat noir et regarde la salle depuis son bureau. Alors que le premier couplet, les danseurs font une chorégraphie dans l'usine. Madonna s'allonge sur un canapé et le chat s'enfuit alors que sa voix se fait retentir à travers les interphones. Il devient inquiet face à sa voix et voit un des hommes regarder d'où vient cette voix.
Au début du second couplet, Madonna va dans sa chambre en corset noir et danse derrière des panneaux blancs d'une manière suggestive, sa silhouette se reflètant de l'autre côté. Au même moment, l'ouvrier pense toujours à la voix de Madonna et ses yeux. Il la voit ensuite en haut de grands escaliers dans l'usine, avec un costume masculin et un monocle. Elle danse sur une plateforme et continue à tenir son monocle tandis que deux hommes tournent les manivelles derrière les escaliers. Au même moment, le patron invite les musiciens dans son bureau tandis que Madonna est allongée nue dans son lit avec une chaîne autour de son cou et une autre dans l'usine. Alors que les musiciens rejoignent le bureau du patron, l'ouvrier caresse le chat de Madonna puis se dirige vers la chambre.
Alors que le dernier couplet arrive, Madonna rampe sur le sol aux côtés de ses affaires, ces scènes s'entrecoupent avec celles où elle est assise dans un fauteuil et fume. L'homme se lève de son lit et se dirige vers sa chambre tandis qu'elle lèche un bol de lait comme un chat. Elle en verse au-dessus de son épaule tandis que l'homme monte plusieurs étages en ascenseur. Un match de boxe débute entre les ouvriers de l'usine alors que Madonna est allongée nue dans son lit. L'homme arrive dans la chambre et la prend par le bras tandis que la porte se referme derrière eux. La vidéo se termine avec une dernière vue de la ville, les yeux de Madonna vers le ciel et une épigraphe devant une série de manivelles.

### Accueil critique
Les auteurs Santiago Fouz-Hernández et Freya Jarman-Ivens commentent que « la vidéo montre l'approche deconstructive des genres associée avec le plaisir libre et l'auto-réflexion des images du postmodernisme ». Ils voyaient d'abord la vidéo comme une approche féministe de la sexualité et disent : « La vidéo relatent plusieurs questions politiques soulevées par les féministes ». Cependant, ils en déduisent que les scènes montrant Madonna d'une manière séduisante et enchaînée dans son lit ne montrent pas les femmes dans une position d'émancipation, mais soulignent le fait que les femmes peuvent contrôler leur prouesses sexuelles. Jarman-Ivens ajoute que l'épigraphe établit le statu quo avec une distinction claire du corps (hommes, main, travail) et l'esprit (élite, intelligence). Contrairement à Metropolis, où la ligne dénotant des oppositions binaires de la classe ouvrière contre les élitistes, Madonna ne se distingue pas entre les deux dans la vidéo. Jarman-Ivens déclare que la vidéo montre les hommes et les femmes activement et passivement. Le corps et la main ne sont pas séparés contrairement au cœur, la main et la tête forme une balance pour tout le monde, hommes et femmes. Theodore Gracyk remarque aussi le portrait initial de la sexualité féminine dans la vidéo, dans son livre, I Wanna Be Me: Rock Music and the Politics of Identity et critique la vidéo pour son portrait de la dominance masculin. Cependant, Gracyk vient à la conclusion que Express Yourself et un bon changement pour Madonna car elle montre les femmes dans une position forte. John Evan Seery écrit dans son livre Political theory for mortals que « Madonna dans son Express Yourself colle ensemble des images de machines et des images de sexe... représentant le cyborg final de la fin du vingtième siècle ». Allan Metz pense que les scènes où Madonna attrape son monocle et dansent rappellent « imitation androgyne de Michael Jackson sur la masculinité phallique ». Il vient à complimenter la vidéo pour la dépiction des genres.
Michelle Gibson et Deborah Townsend Meem, auteurs de Femme/Butch, saluent la vidéo pour avoir changé le pouvoir entre les sexes, déclarant que « Madonna déclare avec assurance tous les genres possibles comme Marlène Dietrich ». Carol Vernallis remarque dans son livre Experiencing Music Video que la lumière diffuse autour de Madonna dans le clip est adopté pour imiter la diffusion du son et pour que ses formes paraissent douces, et son corps apparent. Dans le livre The 1980s, Bob Batchelor et Scott Stoddart considèrent Express Yourself comme l'une des vidéos de Madonna les plus provocatrices. Ils remarquent « l'exploitation » du corps masculin et leur sexualisation en objet du désir. Ils ajoutent aussi que la vidéo « est un hommage coloré au regard mais Madonna en est la titulaire — et non les hommes ». Batchelor explique que les scènes où Madonna chante seule dans sa chambre et en haut des escaliers montrent qu'elle est l'objet de toutes les attentions, cependant il semble qu'elle se moque des mouvements des hommes en dessous. « Elle contrôle les pensées des hommes, avec la forme d'une chanson de sirène sur l'émancipation féminine, en signalant que les hommes bougent à l'unisson dans sa chanson », conclut Stoddart.
Elizabeth Edwards, une des auteurs de Visual Sense: A Cultural Reader, explique que la scène où Madonna rampe sur le sol tandis qu'une la montre dans un fauteuil illustrent la mutation de l'image de Madonna. Selon elle, Madonna voit sa conscience en « se regardant elle-même ». Elle conclut en disant : « Express Yourself donne aux auditeurs une nouvelle série de références de l'Amérique traditionnelle et des icônes sexuelles — hommes et femmes — et un nouveau d'ironie ». Shari Benstock et Suzane Ferriss, auteurs de On Fashion, déconstruisent la vidéo pour son exposition d'images artificielles des genres. Sal Cinquemani de Slant Magazine critique la vidéo en 2003 et commente que la vidéo « est une concrétisation du « chic gay », un chef-d'œuvre grandiloquent qui annonce l'habileté étrange de Madonna à utiliser son image pour coder sa politique féministe ». Aux MTV Video Music Awards de 1989, Express Yourself est nommée dans les catégories « Meilleure vidéo féminine », « Meilleur montage », « Meilleur cinématographie », « Meilleure direction » et « Meilleure direction artistique » et gagne les trois dernières. Billboard nomme aussi comme « Meilleure vidéo de l'année » à leur cérémonie en 1989. Le clip d'Express Yourself est numéro un de la liste « 100 plus grands clips » de Slant Magazine. Elle est aussi à la dixième place des listes « 100 meilleurs clips » de Rolling Stone et « 100 plus grands clips jamais réalisé » de MTV et à la troisième des « 100 clips du siècle » par MuchMusic. David Dale de The Sydney Morning Herald la liste comme l'une des « vidéos les plus influentes » à la 18e. Le magazine Time du top 30 des « Meilleures vidéos de tous les temps ».

## Interprétations scéniques

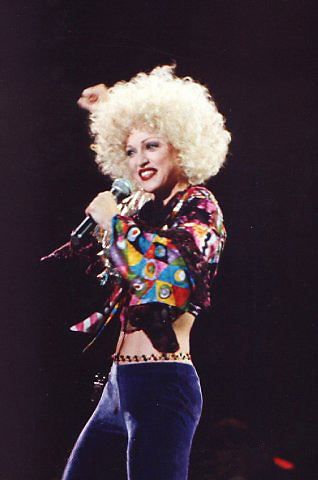
Marlène Dietrich est une des inspirations derrière la prestation de Madonna lors de The Girlie Show World Tour.

La première prestation d'Express Yourself remonte aux MTV Video Music Awards de 1989. Elle commence en descendant un escalier et porte un costume à rayures avec un monocle. Plus tard, elle l'enlève pour montrer son bustier et, avec ses danseurs, exécute une chorégraphie appelée vogue. Ian Inglis, auteur de Performance and Popular Music: History, Place and Time remarque l'importance historique de la prestation de Madonna aux MTV Video Music Awards est due à son apparition télévisuelle. Inglis explique que depuis la prestation énergique, provocative, chorégraphiée et dansante de Madonna a fait ressortir le TV de MTV et annonce la chaîne et elle comme des arbitres culturelles.
Madonna inclut la chanson dans la programmation de Blond Ambition Tour en 1990 et interprète le remix Non-Stop Express en mélangeant avec les paroles de Everybody en ouverture impressionnante du spectacle. Elle reprend la phrase d’introduction en ajoutant le nom de la ville dans laquelle elle se produit, à chaque fois pour accueillir le public lors de son arrivée sur scène. Le décor s'inspire du film Metropolis et les thèmes s'inspirent de l'usine dans le clip. Il y a plusieurs cheminées fumantes, des tuyaux en acier, des câbles suspendues et un escalier au milieu. Alors que le concert commence, les danseurs masculins torse nu apparaissent derrière les structures en acier. Ils exécutent une chorégraphie et vers la fin, elle apparaît en haut des escaliers,. Elle porte un costume à rayures avec des ouvertures qui laissent apparaître son soutien-gorge. En dessous, elle porte un corset de couleur pêche avec un soutien-gorge pointu dessiné par Jean Paul Gaultier. Elle tient aussi un monocle dans sa main. Accompagnée par deux danseuses féminines habillées dans un costume similaire, Madonna fait une simple ré-interprétation et une chorégraphie travaillée de vogue, la simulation d'une masturbation Elle porte un micro - casque qui lui permet une meilleure liberté de mouvement lors de la chorégraphie . À un moment, elle retire lascivement la veste du costume pour révéler le corset avec le soutien-gorge et le porte-jarretelles qui pendent sur les côtés.  La première partie de la tournée au Japon puis aux États -Unis se caractérise par le port d’un postiche « queue de cheval » qui n’était pas prévu lors de la conception artistique initiale du spectacle. Le postiche est abandonné lors de la serie de concerts en Europe, pour revenir à la coiffure de la vidéo ( une coupe au carré blond platine bouclé). Au moins trois captations video sont disponibles dont les vidéos Blond Ambition – Japan Tour 90, filmée à Yokohama le 27 avril 1990 et Blond Ambition World Tour Live, filmée à Nice le 5 août 1990; Blond Ambition World Tour Live in Barcelona, filmé au stade olympique le 30 juillet 1990. Des extraits de médiocre qualité, filmés en amateurs des concerts de Dallas, Houston, Toronto sont visibles sur internet. Elle est aussi l'une des interprétations présentes dans le documentaire In Bed with Madonna (filmé à Paris Bercy)(1991).

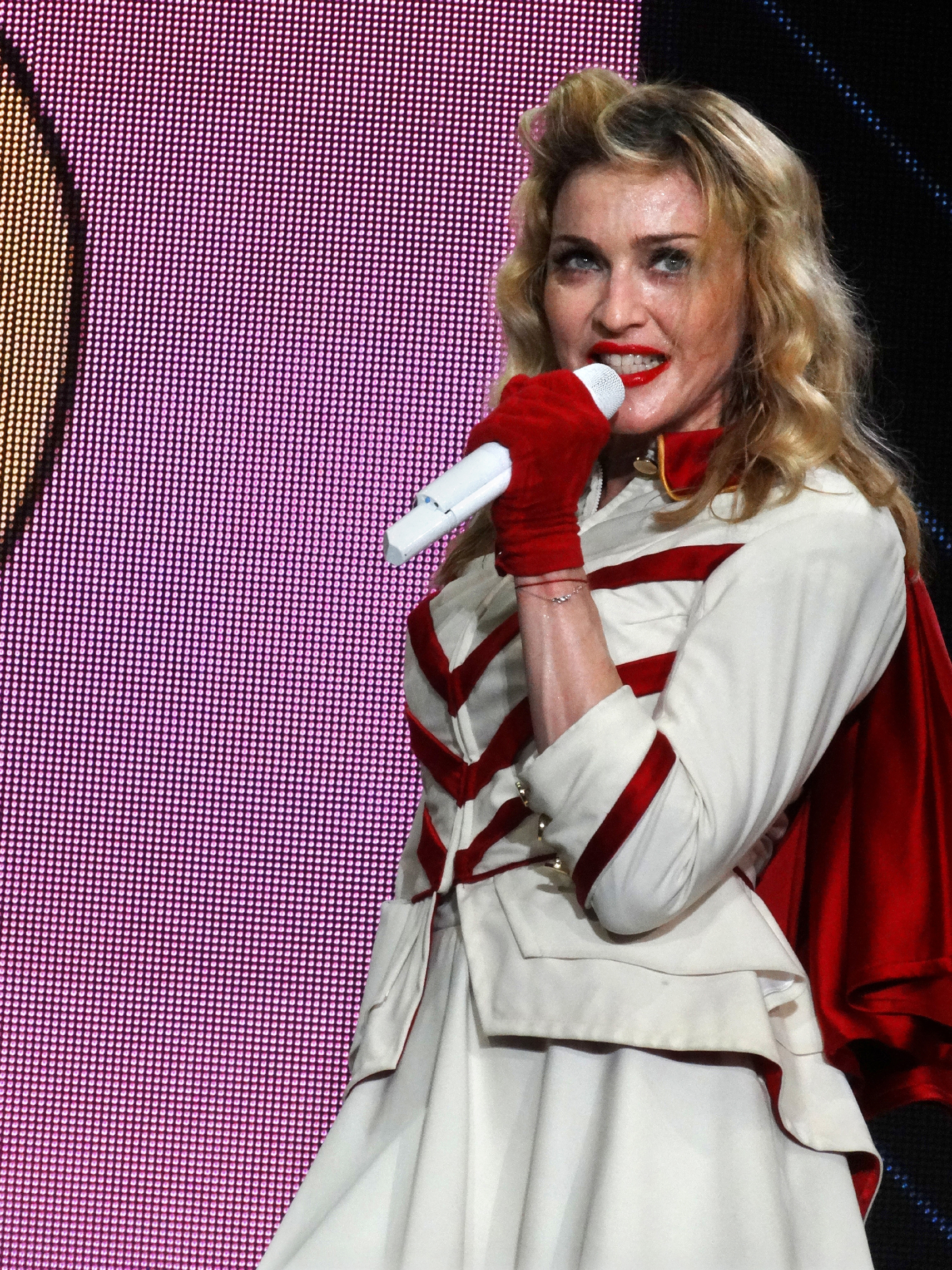
en interprétée pendant en à Nice, août 2012

Elle la reprend dans une version disco pour The Girlie Show World Tour (1993). La scène est parée de rideaux Mylar et de boules à facettes. La prestation débute avec une voix déformée déclarant : « I'm gonna take you to a place you've never been before ». Ensuite, Madonna descend du plafond sur une grande boule à facettes, portant une perruque afro-américaine blonde, un dos nu style années 1970 et un pantalon à pattes d’éléphant bleu. Puis ses deux danseurs arrivent sur scène et trois femmes commencent à chanter ensemble. La fin de la prestation est liée à la suite : Deeper and Deeper. Selon Guilbert, Madonna s'inspire de l'actrice Marlène Dietrich dans le film Blonde Vénus en 1932. L'interprétation est incluse dans la vidéo The Girlie Show: Live Down Under, filmée le 19 novembre 1993 à Sydney. Express Yourself est incluse dans le segment militaire du Re-Invention Tour en 2004 et débute par « Come on boys! ». Ses danseurs et elle sont en costume militaire et font une chorégraphie militaire avec Madonna comme sergent. Comme le remarque Drew Sterward de News Press, la version militaire parle d'un amour personnel et d'un amour patriotique. Jon Pareles de The New York Times commente que la chanson est cynique quand Madonna chante : « What you need is a big, strong hand/To lift you to your higher ground », et lève un fusil au-dessus de sa tête. Dirk Timmerman indique que « le contexte du concert, avec des interprétations comme American Life et Imagine, ajoute un message de paix dans la tournée ». En 2008, durant le Sticky & Sweet Tour, elle interprète Express Yourself à la demande du public au Madison Square Garden.
En 2012, Madonna a interprété une courte phrase d'Express Yourself en guise de mash up avec Open your heart,lors de la mi-temps du Super Bowl XLVI avec Cee Lo Green. Plus tard cette année, la chanson est incluse dans la tournée The MDNA Tour avec un thème de majorette, ouvrant la deuxième section du concert appelée Prophecy où des chansons joyeuses qui rassemblent les foules sont jouées. Madonna apparait sur scène et chante Express Yourself habillée en tenue de majorette blanche avec des bottes à talons créées par Miu Miu, tandis que les danseuses qui l'accompagnent portent une tenue similaire en rouge,. Pendant la performance, Madonna fait tournoyer un bâton et dirige un groupe de danseurs qui constituent une fanfare. À la moitié du morceau, Madonna entonne le refrain de la chanson Born This Way de Lady Gaga, dont la mélodie avait été énormément comparée à celle d'Express Yourself à sa sortie en 2011 : en interprétant ce mashup, beaucoup ont pensé que Madonna voulait critiquer Lady Gaga et sa chanson. À la fin d'Express Yourself, Madonna chante également le refrain de sa chanson She's Not Me, extraite de son onzième album studio Hard Candy paru en 2008. La performance de Madonna a été bien accueillie par les critiques : Melissa Ruggieri d'Access Atlanta estime qu'en reprenant le refrain de Born This Way pendant Express Yourself, Madonna « prouve comment la chanson reprend la même mélodie puis enfonce le couteau dans la plaie de la façon la plus « madonnesque » qui soit en chantant le refrain de sa propre chanson She's Not Me ». La performance est incluse dans l'album live MDNA World Tour sorti en septembre 2013, où la reprise de Born This Way n'est pas mentionnée dans les crédits. Express Yourself refait son apparition dans la set list, après avoir été ignorée des tournées précédentes , certains soirs, lors du « Celebration Tour » en 2023-2024, avec une interprétation à la guitare sèche. Certains soirs elle est remplacée par d’autres chansons du répertoire plus rarement chantées en live comme « Take a Bow »ou bien « Secret » ou encore une reprise de Gloria Gaynor «  I Will Survive », toujours à la guitare.

## Reprises
Kelly Clarkson, gagnante de la première saison d'American Idol, interprète la chanson lors de sa première audition. La compilation Virgin Voices: A Tribute To Madonna, Vol. 1, datant de 1999, présente une reprise d'Information Society. Who's That Girl font une reprise Eurodance chez Almighty Records en 2000 avec Holiday (1983). Les deux chansons ont plusieurs remixes. Les filles de la série Glee interprètent la chanson dans l'épisode La Puissance de Madonna. Quand Will Schuester observe un groupe de pom-pom girls faire une chorégraphie de Ray of Light, il décide de faire un spectacle avec la chorale sur le thème de Madonna. Les filles interprètent Express Yourself face au mal-être des garçons. Cette version apparaît sur la bande originale Glee: The Music, The Power of Madonna et est 132e au Royaume-Uni.

## Postérité
| Express Yourself a eu un impact culturel important dans le travail de plusieurs artistes comme Melanie C (gauche), Christina Aguilera (centre) qui rend hommage au clip avec Not Myself Tonight, et Lady Gaga (droite), dont le single Born This Way présente la même structure musicale. |  | Express Yourself a eu un impact culturel important dans le travail de plusieurs artistes comme Melanie C (gauche), Christina Aguilera (centre) qui rend hommage au clip avec Not Myself Tonight, et Lady Gaga (droite), dont le single Born This Way présente la même structure musicale. |  | Express Yourself a eu un impact culturel important dans le travail de plusieurs artistes comme Melanie C (gauche), Christina Aguilera (centre) qui rend hommage au clip avec Not Myself Tonight, et Lady Gaga (droite), dont le single Born This Way présente la même structure musicale. |
| Express Yourself a eu un impact culturel important dans le travail de plusieurs artistes comme Melanie C (gauche), Christina Aguilera (centre) qui rend hommage au clip avec Not Myself Tonight, et Lady Gaga (droite), dont le single Born This Way présente la même structure musicale. |  | |  | |

Express Yourself, la chanson et le clip, ont eu un impact culturel et sont considérés comme une ode à la liberté. Comme l'écrit María José Coperiás Aguilar dans son livre Culture and Power, la parution de la chanson intervient dans un contexte d'idéologie anti-féministe depuis l'apparition du New Right dans les années 1980 avec les politiques de Ronald Reagan et George H. W. Bush. Aguilar explique que les années 1980 et 1990 sont caractérisées par une réaction conservatrice contre les « excès » des années 1960 et 70. Cette réaction a été fortement médiatisée par les attaques contre le féminisme, en décrivant généralement les auteurs de « gens torturés aux jambes velues », « radicaux, amers, séparatistes et lesbiennes », accompagnées de messages préconisant la féminisation des femmes qui les transforment en objets ornementaux et essaient d'intensifier les différences culturelles entre les sexes. Express Yourself apparaît comme la réfutation de ces prémisses réactionnaires. Le titre, remarque Aguilar, semble soulever la question de l'urgence d'une voix féminine à se développer et surgir – un concept que rappelle les féministes françaises Hélène Cixous et Luce Irigaray.
La vidéo ressort clairement pour Aguilar dans son aspect chaotique à travers le montage rapide et les scènes multiples qui la constituent. Les changements soudains et continus de la caméra. Les scènes, la distance et les humeurs semblent produire une « combinaison apparemment incohérente d'images qui n'offre aucune attache stable pour définir l'ensemble avec une interprétation définitive », ajoute-t-elle. Depuis que le chaos a été associé avec le principe ontogénétique des femmes comme opposition au cosmos masculin, la vidéo s'associe avec le dualisme entre ordre/chaos, homme/femme/diable, lumière/obscurantisme. Aguilar note plusieurs parallélismes entre Metropolis et le clip. Madonna emprunte plusieurs symboles phalliques depuis le film, comme les cheminées, les gratte-ciels et l'environnement oppressif de l'industrie. Cependant, contrairement à Metropolis qui montre la répression du prolétariat, la nature chaotique d'Express Yourself montre la liberté. Caryn James de The New York Times ajoute qu'« à propos de la vidéo, Madonna fait la distinction entre toute féministe honnête qui veut du respect mais tout en paraissant politiquement incorrect. « I have chained myself », dit-elle. « There wasn't a man that put that chain on me ». Vous n'avez pas à acheter le prochain soupçon de symbolisme de Madonna – « I was chained to my desires » – pour croire les sous-textes féministes qu'elle trouve dans la vidéo. « Je fais tout de mon propre gré. Je contrôle tout, OK ». Madonna enchaînée, est de loin isolée de ces femmes infortunées qui ne savent pas qu'elles ont des options ». Madonna se plaint aussi des critiques féministes sur son « entre-jambes », en disant que « si des chanteurs comme Michael Jackson peuvent faire ça, pourquoi pas les femmes? ». Douglas Kellner affirme que la vidéo est une critique féministe de la brutalité masculine, avec des scènes d'hommes faisant un combat de boxe à la fin. Selon lui, Madonna s'approprie volontairement aux images féminines traditionnelles au début de la vidéo, mais contraste avec le fait qu'elle touche son entre-jambes vers la fin, et les images incompatibles des femmes qui prennent la position de l'homme. Comme le souligne Susan Bordo : « C'est la nature postmoderne de la vidéo qui séduit les critiques, et ses façons variées de constituer des identités qui refusent la stabilité, qui restent fluides, qui résistent par définition ».
Express Yourself a servi d'influence à plusieurs artistes. Melanie C des Spice Girls dit : « Madonna représente le girl power depuis un long moment, bien avant les Spice Girls… Express Yourself est l'une des chorégraphies que je connais et que j'aime faire car elle montre son soutien-gorge et son entre-jambes ». En 2010, la chanteuse Christina Aguilera rend hommage à Express Yourself avec le clip de son single, Not Myself Tonight. Elle commente : « L'une de mes vidéos favorites est Express Yourself de Madonna qui a un message fort sur l'émancipation que j'ai toujours essayé d'incorporer dans mon expression de la sexualité… J'adore la référence directe que je fais avec Madonna avec la fumée et les escaliers. Je rend hommage à une femme très forte qui a pavé le chemin avant ». James Montgomery de MTV voit Express Yourself comme une influence primaire dans la vidéo d'Aguilera lorsqu'elle utilise un monocle, se tient en haut des escaliers et rampe sur le sol en faisant couler un liquide noir sur elle. Les critiques remarquent plusieurs ressemblances entre Express Yourself et Born This Way de Lady Gaga dans la structure. Gaga parle de ces comparaisons lors du The Tonight Show, en expliquant qu'elle a reçu un e-mail des représentants de Madonna qui apprécient Born This Way. CNN rapporte plus tard que les représentations de Madonna n'ont pas contacté la chanteuse, ni son équipe, ni aucun e-mail sur la situation. Dans une interview pour ABC, Madonna a déclaré à propos de Lady Gaga : « Je pense que ses références à moi sont très nombreuses dans son travail. Et parfois, je trouve cela amusant et flatteur et même bien fait. […] Quand j'ai entendue Born This Way à la radio… Je me suis dit que la mélodie m’était très familière. » Accusée de plagiat par les médias, Gaga parle des comparaisons avec Express Yourself lors d'une interview avec NME en disant : « Si vous mettez les chansons l'une après l'autre, côte à côte, la seule similitude est la progression d'accords. C'est la même chose pour la musique depuis ces cinquante dernières années. Juste parce que je suis la première vraie artiste depuis 25 ans dans le top 40, cela ne signifie pas que je suis une plagiaire, je suis intelligente. Désolée ».

## Versions
| Vinyl 33 tours américain 1. Express Yourself (7" Remix) – 4:35 2. The Look of Love (Album Version) – 4:00 Vinyl 45 tours américain 1. Express Yourself (Non-Stop Express Mix) – 7:57 2. Express Yourself (Stop & Go Dubs) – 10:49 3. Express Yourself (Local Mix) – 6:26 4. The Look of Love (Album Version) – 4:00 Promo CD single américain 1. Express Yourself (7" Remix) – 4:35 2. Express Yourself (Remix/Edit) – 4:50 3. Express Yourself (Non-Stop Express Mix) – 7:57 4. Express Yourself (Local Mix) – 6:26 Vinyl 45 tours brésilien 1. Express Yourself (Album Version) – 4:37 2. Express Yourself (7" Remix) – 4:35 3. Express Yourself (Non-Stop Express Mix) – 7:57 4. Express Yourself (Stop & Go Dubs) – 10:49 | CD single britannique 1. Express Yourself (Non Stop Express Mix) – 7:57 2. Express Yourself (Stop & Go Dubs) – 10:49 Maxi Single allemand 1. Express Yourself (Non Stop Express Mix) – 7:57 2. Express Yourself (Stop & Go Dubs) – 10:49 CD single japonais 1. Express Yourself (Album Version) – 4:37 2. The Look of Love (Album Version) – 4:00 CD mini album japonais 1. Like a Prayer (12" Dance Mix) – 7:50 2. Like a Prayer (12" Extended Mix) – 7:21 3. Like a Prayer (Churchapella) – 6:05 4. Like a Prayer (12" Club Version) – 6:35 5. Like a Prayer (7" Remix Edit) – 5:41 6. Express Yourself (Non-Stop Express Mix) – 7:57 7. Express Yourself (Stop & Go Dubs) – 10:49 8. Express Yourself (Local Mix) – 6:26 |

## Crédits
Crédits issus de l'album Like a Prayer.
- Madonna – auteur, producteur, chœurs
- Stephen Bray – auteur, producteur, remix, arrangement
- Bob Rosa – ingénieur
- Fred McFarlane – programmation
- Bob Ludwig – mastering
- Bill Bottrell – mixage
- Shep Pettibone – arrangement, remix
- Herb Ritts – pochette du disque
- Kama Logan – typographie
- Jeri Heiden – pochette du disque

## Classements et certifications
| Pays                                 | Position | Certification |
| ------------------------------------ | -------- | ------------- |
| Allemagne                            | 3        | –             |
| Australie                            | 5        | Platine       |
| Autriche                             | 5        | –             |
| Belgique                             | 1        | –             |
| Brésil                               | –        | Or            |
| Canada                               | 1        | –             |
| Espagne                              | 3        | –             |
| Europe                               | 1        | –             |
| Irlande                              | 3        | –             |
| Italie                               | 1        | –             |
| Norvège                              | 4        | –             |
| Nouvelle-Zélande                     | 2        | –             |
| Pays-Bas                             | 5        | Or            |
| Royaume-Uni                          | 5        | Argent        |
| Suède                                | 3        | –             |
| Suisse                               | 1        | –             |
| États-Unis Billboard Hot 100         | 2        | Or            |
| États-Unis Hot Adult Contemporary    | 12       | Or            |
| États-Unis Hot Dance Music/Club Play | 1        | Or            |

| Pays                                 | Position | Année | Période   |
| ------------------------------------ | -------- | ----- | --------- |
| Australie                            | 28       | 1989  | 1988-1989 |
| Canada                               | 8        | 1989  | 1988-1989 |
| Europe                               | 7        | 1989  | 1988-1989 |
| Italie                               | 16       | 1989  | 1988-1989 |
| Pays-Bas                             | 63       | 1989  | 1988-1989 |
| Royaume-Uni                          | 20       | 1989  | 1988-1989 |
| Suisse                               | 12       | 1989  | 1988-1989 |
| États-Unis Billboard Hot 100         | 55       | 1989  | 1988-1989 |
| États-Unis Hot Dance Music/Club Play | 12       | 1989  | 1988-1989 |

## Compléments